# 海格立斯喷泉

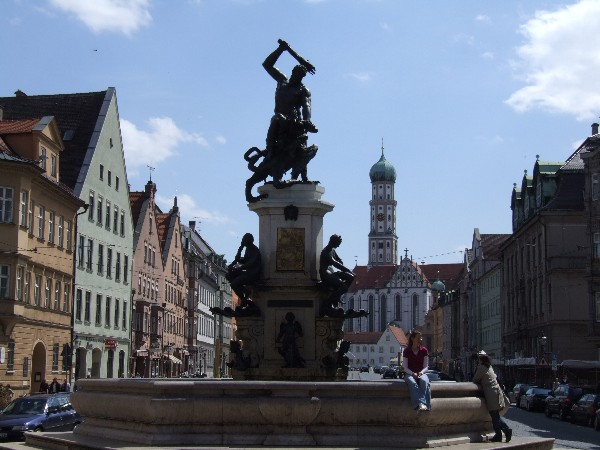
海格立斯喷泉

海格立斯喷泉（Herkulesbrunnen）是德国城市奥格斯堡三大豪华喷泉之一，另两座是墨丘利喷泉（Merkurbrunnen）和奥古斯都喷泉（Herkulesbrunnen）。它位于马克西米利安街，谢茨勒宫（Schaezlerpalais）正门外。

## 历史
海格立斯喷泉设计于1597年到1600年，1602年安置在奥格斯堡。

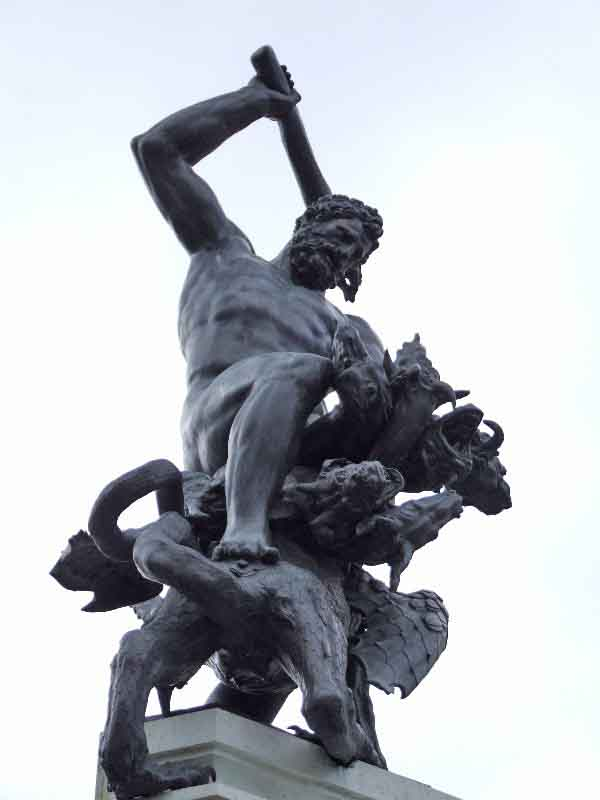
海格立斯